# Cota Bo’ot
Cota Bo’ot (Cotabot, Gotabot) ist ein osttimoresisches Suco im Verwaltungsamt (Bobonaro, Gemeinde Bobonaro).

## Geographie
Cota Bo’ot liegt im Nordosten des Verwaltungsamts Bobonaro. Südlich befindet sich der Suco Carabau, nordwestlich der Suco Tebabui und im Nordosten der Suco Colimau. Im Südosten grenzt Cota Bo’ot an das zur Gemeinde Cova Lima gehörende Verwaltungsamt Zumalai mit seinem Suco Mape. Im Osten liegen die Berge Lolo Tolemau (1731 m, Lage) und an der Grenze zu Colimau der Taralu (1974 m, Lage). Die Nordgrenze bildet zum Teil der Babalai, ein Nebenfluss des Marobo.
Cota Bo’ot hat eine Fläche von 12,55 km² und teilt sich in die zwei Aldeias Aimeta und Oboe.
Die größeren Siedlungen liegen alle im Westen des Sucos. In Oboe befindet sich der Sitz des Sucos. Östlich davon liegt das Dorf Aimeta.

## Einwohner
Im Suco leben 676 Einwohner (2022), davon sind 334 Männer und 342 Frauen. Im Suco gibt es 111 Haushalte. Über 95 % der Einwohner geben Kemak als ihre Muttersprache an. Kleine Minderheiten sprechen Tokodede, Tetum Prasa oder Habun.

## Politik
Bei den Wahlen von 2004/2005 wurde Lourenço Maia zum Chefe de Suco gewählt und 2009 in seinem Amt bestätigt. Bei den Wahlen 2016 gewann Manuel Gonçalves und 2023 Domingos Viana dos Santos.